# Bruno Dell'Angelo
Bruno Dell'Angelo is een Italiaans malacoloog die zich specialiseert in de klasse der polyplacophora (keverslakken).
De soort Deltaplax dellangeloi werd naar hem vernoemd.
- International Standard Name Identifier: 0000 0001 2212 511X
- Library of Congress Control Number: nb2002034956
- Istituto Centrale per il Catalogo Unico: CFIV084425
- Système universitaire de documentation: 148680542
- Virtual International Authority File: 80148207932600342292
- WorldCat: E39PBJkp77jxHHt4jmvyYVhfv3